# ألان كارلسون
ألان كارلسون (بالسويدية: Allan Carlsson)‏ (8 نوفمبر 1910 – 17 نوفمبر 1983) هو ملاكم سويدي راحل، فاز بميدالية برونزية في قسم وزن الريشة في دورة الألعاب الأولمبية الصيفية لعام 1932.

## روابط خارجية
ألان كارلسون على موقع أوليمبيديا (الإنجليزية)
- ألان كارلسون على موقع اللجنة الأولمبية السويدية (السويدية)